# Yuefu
Yuefu (chinesisch 樂府 / 乐府, Pinyin yuèfǔ – „Musikamt, Musikamtslied oder archaisches Lied“) sind Lied-Gedichte der chinesischen Literatur, die in der Han-Zeit entstanden sind. Ihr Name geht auf das Musikamt, das 114 v. Chr. unter Han Wudi gegründet wurde, zurück.

## Geschichte
Die Aufgabe des Musikamtes war es, Lieder für sakrale und höfische Zwecke zu sammeln, dabei wurden auch die Lieder und Balladen des einfachen Volkes gesammelt. Zuerst wurden die anonymen Yuefu gesammelt, zwischen 190 und 266 treten jedoch namhafte Dichter auf, die den Yuefu eine individuelle Note geben.
Als Texte wurden die Yuefu erst gegen Ende der Han-Zeit selbständig.
Die Melodien der Yuefu sind heutzutage nicht mehr rekonstruierbar und nur Texte sind erhalten geblieben. Die gesammelten Lied-Gedichte enthalten sowohl Gesänge für Opferzeremonien und Ahnentempel, als auch Gesänge für kaiserliche Bankette.
Das Musikamt wurde schließlich im Jahre 6 v. u. Z. durch Kaiser Han Aidi geschlossen.

## Stil
Westliche Sinologen unterscheiden bei Yuefu zwischen sakralen Hymnen und weltlichen Liedern, die über Nöte und Sorgen der Zeit sprechen.
Die als Yuefu überlieferten Gedichte beinhalten vielfältige und unter konfuzianischen Gesichtspunkten unorthodoxe lokale Traditionen und zeugen von der, gegenüber späteren Zeiten, offeneren Atmosphäre des frühen chinesischen Mittelalters. Im Gegensatz zu den Han-Fu ist das Thema vieler Yuefu nicht mehr die Verherrlichung der Macht des Kaisers, sondern die Sorgen und Nöte des Einzelnen. Auch übte der religiöse Daoismus einen Einfluss aus, da die Yuefu oft die Frage nach Sterblichkeit und Ewigkeit des Menschen stellen.
Die Metrik der Yuefu unterscheidet sich von den Han-Fu. Sie bestehen uneinheitlich aus drei bis sieben Zeichen pro Vers und viele Yuefu weisen Merkmale von Balladen auf. Die Balladen stellen eine Mischform aus epischen, lyrischen und dramatischen Elementen dar und verwenden viele formelhafte Wendungen. Die im Westen wohl bekannteste Ballade ist das Mulan Shi (木蘭詩). Während der östlichen Han-Zeit wurden dann Yuefu mit Versen von fünf Zeichen geschrieben.

## Kulturelle Bedeutung
Die Yuefu hatten eine große Bedeutung für die Entwicklung der späteren Dichtung in China (etwa für die bedeutenden Neunzehn Alten Gedichten), da formal, thematisch und die Topik betreffend die Shi-Gedichte auf ihnen aufbauen.
Die Yuefu durchdrangen die Kultur der gebildeten Schichten und die Yuefu der Dichter, in denen diese eigene Gedanken, Stimmungen und Gefühle ausdrückten, wurden von den anonymen Yuefu des Musikamtes später unterschieden.
Die größte Sammlung von Yuefu ist das im 12. Jahrhundert zusammengestellte Yuefu Shiji („Sammlung der Musikamtslieder“) von Guo Maoqian.